# Henri Frédéric Iselin
Henri Frédéric Iselin, nacido el 1826 en Clairegoutte y fallecido el 1905 en París, es un escultor francés.

## Datos biográficos

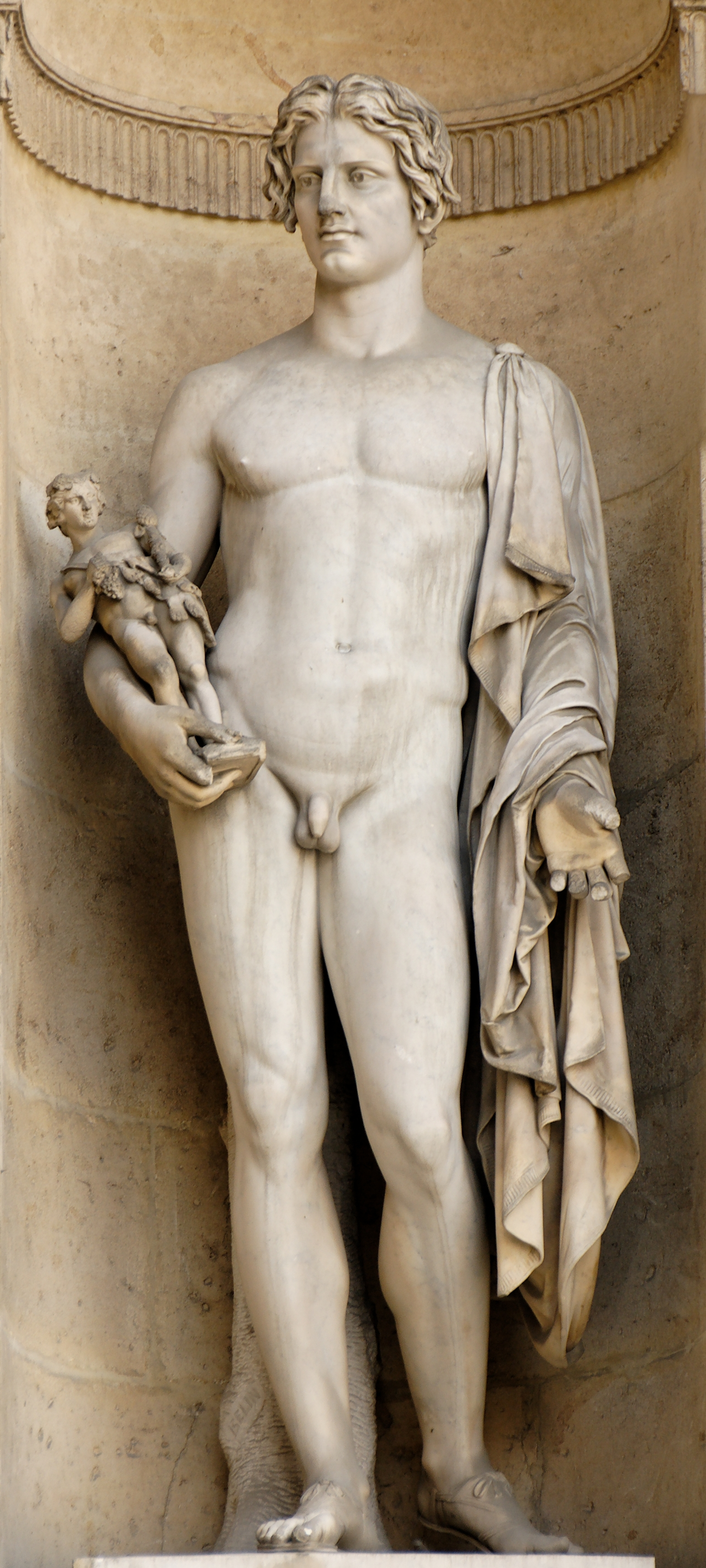
Eurípiles, 1860, decoración exterior del Cour Carré en el Louvre

Henri Frédéric Iselin, nació en 1826 en Clairegoutte , departamento del Alto Saona. 
Proveniente de una familia modesta. Su talento fue descubierto por personalidades locales que le ayudaron.
Fue alumno de François Rude . Comenzó en el Salón en 1849 y se hizo famoso esculpiendo muchos retratos.

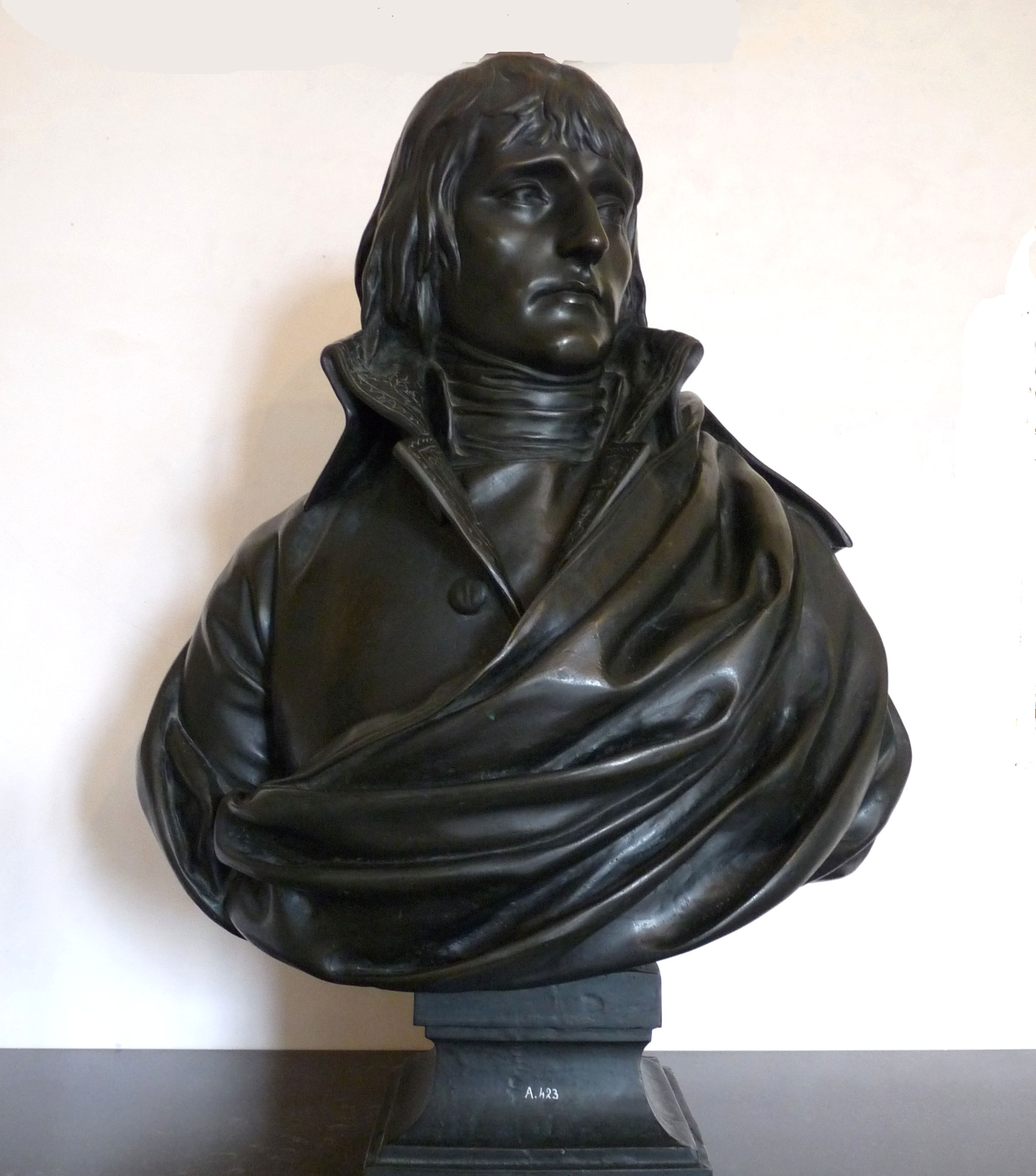
Busto de Napoleón I a la edad de 27 años, bronce

Es el autor de un busto en mármol de Napoleón I como General a la edad de 27 años. Esta obra fue tallada a partir de un modelo en yeso, realizado en Egipto por Charles Louis Corbet. Esta obra fue un encargo de Jerome Bonaparte. A partir de estas se hicieron réplicas en bronce, una de ellas para Napoleón III, se conserva en el Museo de Ajaccio.

Fallecido a comienzos del siglo XX, en 1905 en la ciudad de París.

## Obras
Henri Frédéric Iselin es el autor de muchas estatuas y bustos, entre estas obras se incluyen las siguientes:
- Napoleón III ( Castillo de Compiègne )
- Eugenia de Montijo ( Vesoul , museo Georges-Garret)
- Charles Auguste Louis Joseph, duque de Morny , 1861 mármol ( Deauville y castillo de Compiègne)[2]
- Mérimée (París, Bibliothèque Nationale)
- Joachim Murat (Versalles, museo)
- Boileau Boileau (París, Museo de Orsay )
- Claude Bernard ( Castillo de Versalles )
- Mirabeau (Versalles, Sala del Jeu de Paume)
- François Miron (Ayuntamiento de París),
- Louis-Benoît Picard (París, Instituto de Francia)
- Denis Poisson (Vesoul, museo Georges-Garret)
- General de Lamoricière (Vesoul, museo Georges-Garret)
- Louis Lagrange (Vesoul, museo Georges-Garret)
- Pierre Gardel (París, Academia Nacional de Música)[3]
- La Elegancia - L'Élégance ( Ópera Garnier)[3]